# Коншин, Александр Николаевич
Коншин Александр Николаевич (10 октября 1880 — 9 сентября 1912) — российский предприниматель из рода Коншиных. Пионер автоспорта, погиб во время заезда.

## Биография
Александр Коншин происходил из купеческого рода Коншиных. Он был внуком русского предпринимателя Николая Коншина. Его отец, также Николай, учился в Оксфорде и интересовался текстильным делом. Он должен был унаследовать семейное дело, однако в 29 лет неожиданно заболел и умер. Матерью была Варвара Петровна Добрынина. Кроме Александра, у супругов было ещё четверо детей.
Продолжая семейные традиции, Александр занимался предпринимательством. Он заведовал провинциальным отделами фирмы Коншиных. Александр Николаевич первый в Москве открыл представительства иностранных автомобильных производителей: «Опель» и «Минерва». Был владельцем одного из лучших гаражей в Москве — «Люкс-гаража». Также Коншин планировал создать первый в Москве таксопарк, для чего подготовил договор на покупку трехсот автомобилей.
Для популяризации автомобилей, Коншин принимал участие в гонках, которые организовывал «Первый русский автомобильный клуб». В течение 1911-12 годов он установил несколько рекордов на своем автомобиле марки «Опель» с мощностью 40 лошадиных сил. Так, согласно журналу «Русский спорт», 2 июля 1912 года Коншин преодолел километр за 24 секунды, то есть со скоростью 150 верст в час.

## Последняя гонка
Александр Коншин часто бывал в Харькове по делам местного отдела фирмы Коншиных и был хорошо известен среди предпринимателей города. Последний раз он приехал в Харьков 4 сентября 1912 года, а уже 7 сентября он покинул город, чтобы принять участие в очередных гонках. Это была стокилометровая гонка, которая пролегала между селом Еленино, которое находилось на 31-й версте Петербургского шоссе, и пригородом города Клин. Гонщики стартовали в Еленино, они должны были проехать 46¾ версты до Клина, где они разворачивались и отдыхали час, а затем возвращались в Еленино. Было тринадцать заявок на участие, однако, одна машина не приняла участие в гонках.
Гонка началась в десять часов 9 сентября 1912 года. Машины стартовали с интервалом в две минуты, первым поехал Александр Коншин на своем «Опеле», его сопровождал водитель С. Гавриков. Коншин первым из участников прибыл в Клин и первым его покинул, в 12:15. Он оставался одним из претендентов на главный приз, пока не произошла авария за 8 верст до финиша. Коншин ехал на большой скорости по центру села Дурыкино, где дорога напоминала букву S, сделав два крутых поворота. На одном из этих поворотов, машину занесло. Она едва не влетела в канаву возле дома местного священника. Водителю удалось развернуть машину, которая устремилась в другую сторону шоссе, где врезалась в деревянный мостик через канаву близ имения Спичинского С. Б. Очевидцы утверждали, что перед самым столкновением Коншин поднял руки вверх. В результате столкновения произошел взрыв и загорелось пламя, сама машина упала набок. Крестьяне, которые были свидетелями аварии, бросились на помощь. Также, следующий гонщик Меллер остановил свой автомобиль, чтобы помочь пострадавшим. Члены экипажа были без сознания, Коншин был привязан к водительскому сиденью, а Гавриков успел отвязаться и в результате столкновения вылетел на запасные шины сзади кузова. Лицо Коншина выглядело как сплошной сине-багровый синяк. Его без сознания отвязали и принесли в поместье, где он вскоре и умер.
Тем временем гонка продолжалась и только приехавший четвёртым гонщик Винклер Г. Г. рассказал об автокатастрофе. Сразу, к месту происшествия двинулось много присутствующих, среди них все члены комиссии соревнования и жена Коншина — София Николаевна. Тело покойника отвезли в город и вскоре похоронили в его имении под Москвой. Второго водителя, Гаврикова, доставили в больницу Постникова и Сумарокова, где ему диагностировали перелом трех ребер и тяжелые ушибы всего тела. Он провел в больнице двое суток, а потом, для выздоровления, его отправили в деревню.
Пресса обвиняла организаторов гонки в аварии. Однако, репортер журнала «Русский спорт», Александр Волк, не разделял эти взгляды. Он, только, ставил в вину организаторам, что они не нейтрализовали опасный участок дороги. В то же время, журналист обвинял в аварии самолюбие Коншина и его нежелание уступить автомобилю другой марки.

## Личная жизнь
Был женат на Софье Николаевне Коншиной, урождённой Прозоровской. Согласно мемуарам Нины Серпинской, Софья «поработила безвольного, состоятельного спортсмена-фабриканта». Во время Первой мировой войны служила сестрой милосердия, была награждена Георгиевской медалью.

### Комментарий
1. ↑  Позже он сменил название на «Первый московский автомобильный клуб»
2. ↑  В журнале «Русский спорт» просто указано, что это случилось недалеко от  села Чашниково.